# Niklas Anderberg
Niklas Anderberg, född 1950 i Kungsbacka, är en svensk konstnär och poet. Han är gift med den nederländska konstnären Marja de Raadt och har större delen av sitt liv verkat och bott i Nederländerna. Han är son till författaren Bengt Anderberg och keramikern Astrid Anderberg.

## Biografi
Niklas Anderberg föddes 1950 i Kungsbacka. Som ettåring fick han namn åt titelfiguren i den Bonniers barnbokspris-belönta Niklas och figuren, skriven av fadern. Boken blev senare filmatiserad. Under uppväxten bodde familjen i Göteborg, och omkring 1970 flyttade de till den danska ön Bornholm.
Han studerade vid Konstakademien i Köpenhamn 1976–1982. Hans syn på konsten har han uttryckt på följande sätt: "Han tycker att abstrakta oljemålningar lämnar mycket åt fantasin. Det är trist med tavlor som verkligen föreställer något, det blir så entydigt då".
Anderberg bodde tillsammans med hustrun Marja de Raadt i Nederländerna i cirka 30 år när de 2013 flyttade till Arboga i Sverige. Ganska snart, 2014, flyttade paret tillbaka till Nederländerna, Dordrecht.
Niklas Anderberg har även verkat som poet och publicerade 1970 och 1981 diktsamlingar på svenska Bonniers. Han medarbetar sedan 2014 i tidskriften Sans, där han skriver artiklar om bland annat filosofi och konst.
Anderbergs bildkonst finns bland annat representerad på Moderna museet, Göteborgs konstmuseum[källa behövs] och Gotlands konstmuseum.

## Utställningar (urval)[3]
- 1996 - Galerie Clement, Amsterdam, Nederländerna
- 1997 - Galerie Asbæk, Köpenhamn, Danmark
- 1998 - Bornholms Kunstmuseum, Danmark
  - Konstforum, Norrköping, Sverige
- 1999 - Galerie Aronowitsch, Stockholm, Sverige
- 2000 - Galerie Artline, Amsterdam, Nederländerna
- 2001 - Galleri Aveny, Göteborg, Sverige
- 2002 - Seasons Galleries, Haag, Nederländerna
- 2003 - Galerie Aronowitsch, Stockholm, Sverige
  - Galerie - Luca, Zaltbommel, Nederländerna (med Klaus Zylla)
- 2004 - Konsthallen Hishult, Sverige
  - Galleri Astley, Uttersberg, Sverige
- 2006 - Galerie Buddenbrooks, Haag, Nederländerna
- 2011 - Gorcums Museum, Nederländerna
- 2012 - Galerie MPV, Den Bosch, Nederländerna
  - Höganäs Museum och Konsthall, Sverige
- 2013 - Galleri Ett, Göteborg, Sverige 
  - Galleri Lars Borella, Köpenhamn, Danmark
- 2014 - Enköpings konsthall, Sverige
  - Arboga konstförening, Sverige
- 2018 - Galleri Astley, Uttersberg, Sverige